# تفاح أجلك
تفاح أخضر شاحب (الاسم العلمي:Malus glaucescens) هو نوع من النباتات يتبع جنس التفاح من الفصيلة الوردية.